# Vampire Weekend (album)
Vampire Weekend è l'album di debutto dell'indie rock band statunitense dei Vampire Weekend, uscito nel gennaio del 2008 sotto contratto dalla XL Recordings.

## Il disco
L'album è stato prodotto dal membro della band Rostam Batmanglij, con l'assistenza e mixaggio di Jeff Curtin e Shane Stoneback.
Negli Stati Uniti, l'album ha venduto oltre 27 000 copie nella prima settimana della sua uscita, debuttando al numero 17 della classifica statunitense Billboard 200.
Il primo singolo, "Mansard Roof", è stato pubblicato il 28 ottobre 2007. Il secondo singolo, "A-Punk", è stato pubblicato all'inizio del 2008. L'album è stato posizionato al 56º posto come "Best Album of the Decade" dalla rivista britannica rock "Rolling Stone".

## Registrazione
L'album è stato registrato in una varietà di ambienti diversi, tra cui: un piano seminterrato dove c'era "un buon set up per la registrazione di batterie", un fienile, gli appartamenti di due membri della band e Tree studio Fort a Brooklyn.

## Tracce
1. Mansard Roof – 2:07
2. Oxford Comma – 3:15
3. A-Punk – 2:17
4. Cape Cod Kwassa Kwassa – 3:34
5. M79 – 4:15
6. Campus – 2:56
7. Bryn – 2:13
8. One (Blake's Got a New Face) – 3:13
9. I Stand Corrected – 2:39
10. Walcott – 3:41
11. The Kids Don't Stand a Chance – 4:03

Tracce bonus nell'edizione giapponese
1. Ladies of Cambridge – 2:40
2. Arrows – 3:04

## Formazione
- Ezra Koenig – voce solista, chitarra, pianoforte, tamburo a mano
- Rostam Batmanglij – organo, pianoforte, clavicembalo, chitarra, armonie vocali, batteria, produttore, arrangiamenti degli archi, mixaggio
- Chris Baio – contrabbasso
- Christopher Tomson – batteria, chitarra
- Hamilton Berry – violoncello
- Jonathan Chu – violino, viola
- Jeff Curtin – tamburi a mano
- Wesley Miles – voce
- Jessica Pavone – volino, viola
- Joey Roth – tamburi a mano

## Curiosità
L'album di debutto dei Vampire Weekend occupa la 430ª posizione nella classifica dei 500 migliori album di tutti i tempi stilata dalla rivista Rolling Stone.